# Displotera simoni
Displotera simoni là một loài bọ cánh cứng trong họ Endomychidae. Loài này được Reitter miêu tả khoa học năm 1887.